# Johann Kaspar Hechtel

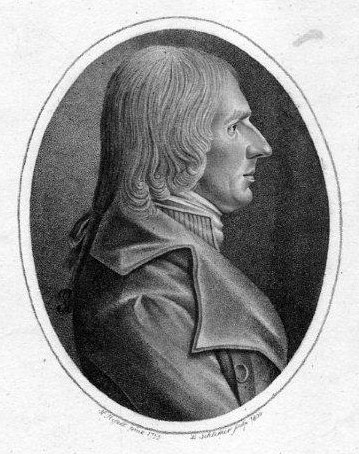
Johann Kaspar Hechtel, Porträt (Kupferstich von Leonhard Schlemmer (1800) nach Leonhard Heinrich Hessell (1799))

Johann Kaspar Hechtel (* 1. Mai 1771 in Nürnberg; † 20. Dezember 1799 ebenda) war ein deutscher Kaufmann, Besitzer einer Messingfabrik zu Nürnberg, Sachbuchautor und Entwickler von Gesellschaftsspielen, insbesondere des Prototyps für die Petit Lenormandkarten, Das Spiel der Hoffnung.

## Leben
Hechtel wurde am 1. Mai 1771 in Nürnberg geboren. Er starb am 20. Dezember 1799 in Nürnberg während einer Pockenepidemie und hinterließ seine Frau. Eine profunde, genealogisch gestützte Biographie enthält Alexander Glück: Spiel der Hoffnung. Ursprung und Entwicklung der Lenormand-Karten (Krummwisch, 2017).

## Werke
- Sammlung freundschaftlicher Denkmale und kleine Lehren der Weisheit und Tugend. Zum Gebrauch in Stammbücher und zur Geistes- und Sittenveredlung junger Leute bestimmt. (Bieling, 1798)
- Zweite Auflage: Denkmale der Freundschaft und kleine Lehren der Weisheit und Tugend, zum Gebrauch in Stammbücher und Geistes- und Sittenveredlung junger Leute (Bieling, 1803)
- Dritte Auflage: Denkmale der Freundschaft für Stammbücher und moralische Lehren zur Sittenveredlung junger Personen (Bieling, 1809), neu herausgegeben im Jahr 2017.
- Vierte Auflage: Denkmale der Freundschaft für Stammbücher und moralische Lehren zur Sittenveredlung junger Personen (Bieling, 1819)
- Beiträge zur geselligen Freude oder Auswahl neuer Karten- Pfänder- und Unterhaltungsspiele zum Nutzen und Vergnügen, mit illumirten Kupfern (Bieling, 1798), neu herausgegeben im Jahr 2019.
- Pandora, ein neues Würfel- und Gesellschaftsspiel mit 24 Fragen und 144 scherzhaften Antworten (Bieling, 1798)
- Das Spiel der Hoffnung, eine angenehme Gesellschaftsunterhaltung mit 36 neuen illumirten Figurenkarten, franz. und deutsch (Le Jeu de l'Esperance, accompagné d'un nouveau jeu de cartes à figures) (Bieling, c1799), neu herausgegeben im Jahr 2014.

## Lenormandkarten
Der Name Lenormand wurde nach dem Tode der französischen Kartenlegerin Marie Anne Lenormand (verstorben 1843) für einige Kartomantie-Blätter verwendet. Eines der Spiele war das heute immer noch populäre „Petit Lenormand“ mit 36 illustrierten Karten. Die Motive der Karten gehen zurück auf Das Spiel der Hoffnung entwickelt durch Hechtel, ein Rennspiel mit 2 Würfeln, bei dem der Spielplan durch 36 Karten zusammengelegt wurde und das ersatzweise auch schon fürs Kartenwahrsagen benutzt wurde. Ein erhaltenes Exemplar befindet sich in der Sammlung von Lady Charlotte Schreiber im Britischen Museum Erste Kenntnis über das Spiel ist im Jahre 1799 durch einen annoncierenden Buchkatalog des Verlegers Gustav Philipp Jacob Bieling in Nürnberg gegeben.